# 滷味
滷味（ルーウェイ）は、台湾の煮込み料理。
日本では、「台湾おでん」、「台湾風煮込み」とも説明されることもある。下川裕治は自身で「台湾おでん」と紹介する一方で、「少し違う気がする」とも述べている。

## 概要
台湾では屋台で提供される料理の代表の1つである。「滷味」は、「煮込み」の意。
八角、ウイキョウ、クローブ、シナモン、花椒といった香辛料を入れた出汁で、肉、練り物、野菜、麺などの具材を煮込んだ料理である。出汁の隠し味にコーラを加えることもある。
台湾の夜市では、客が好みの食材を選んで渡すと、カットして煮込んでくれる滷味屋台などもある。また、台湾の餃子屋では滷味を取り扱っている店も多く、そういう店では餃子を注文する前に滷味を注文し、餃子が出てくるのを待ちながら、滷味を食する。

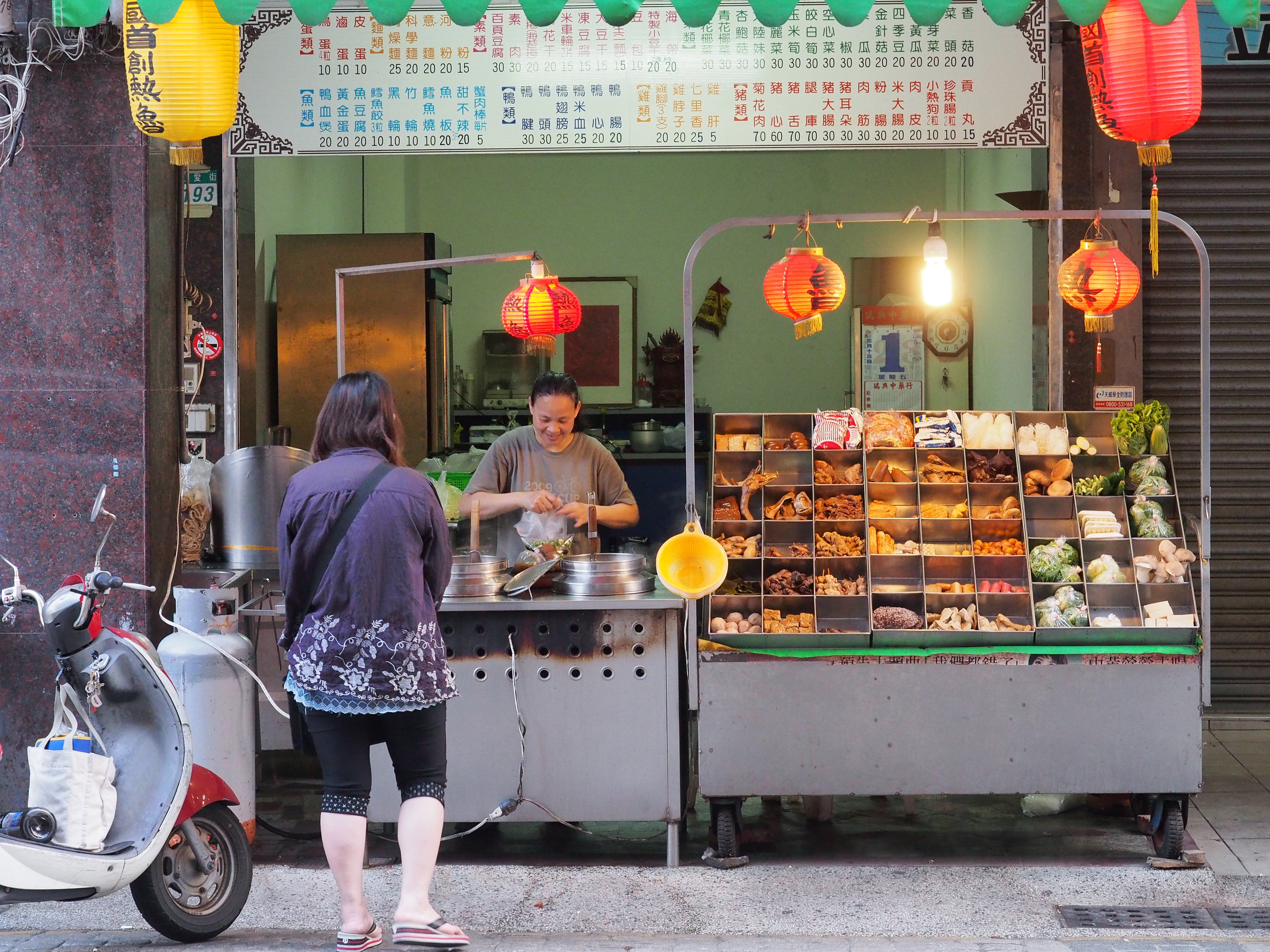
滷味提供店の例（台南市）
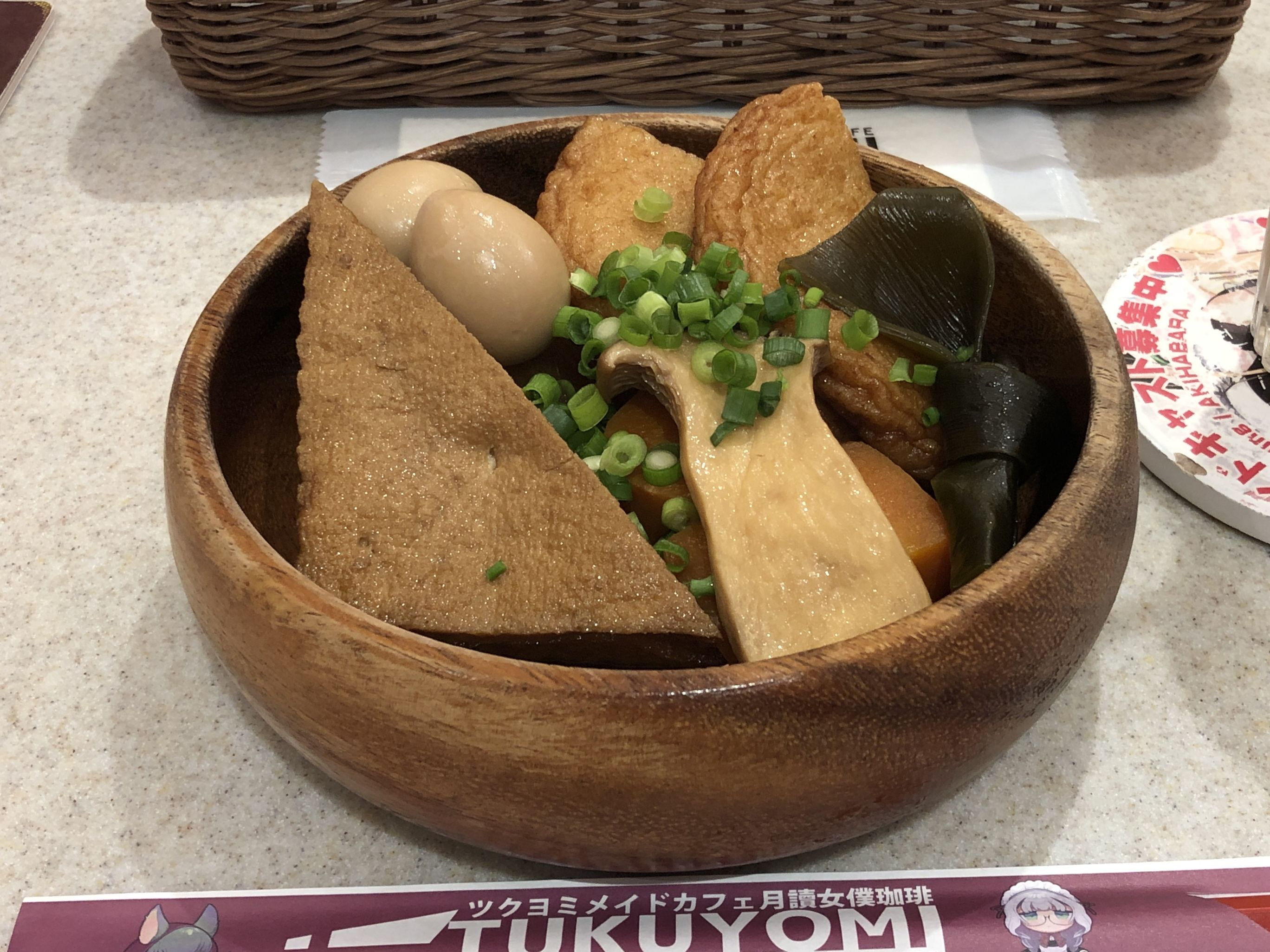
日本のメイド喫茶で提供された滷味

## 煮込み以外の「滷味」
上述の出汁に用いる台湾の香辛料を総じて「滷味」とも呼び、台湾では家庭料理としても浸透しており、「台湾の路地裏を歩いていると流れてくるにおい」と下川裕治は述べている。鶏の足や鴨の頭などを「滷味」で煮込んだ料理の店も「滷味」の看板を掲げている。